# Шикана (автоспорт)
Шикана (від фр. chicaner — перешкода, трюк) — послідовність тісних звивистих поворотів (зазвичай у формі літери «S») на трасі, що використовується у автоперегонах та на міських вулицях для цілеспрямованого уповільнення автомобілів. 

## Автоспорт

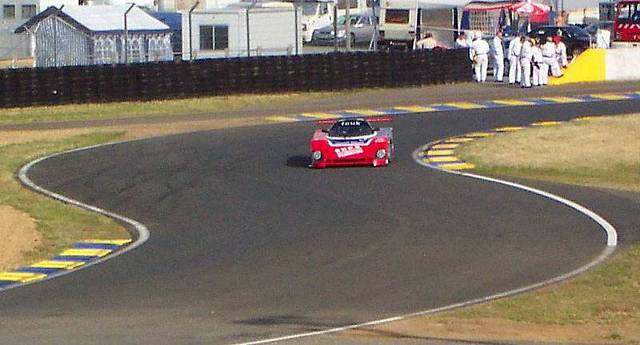
Шикана «Форд» на трасі Ле-Ман

Як правило, в автоперегонах шикани влаштовуються наприкінці довгих прямих ділянок, тому вони зазвичай бувають зручними місцями для здійснення обгону болідами.
Фанати швидкісних автоперегонів нерідко піддають критиці Міжнародну Автомобільну Федерацію (FIA) за те, що вона руйнує «дух» гоночних трас, додаючи шикани у їхні найкритичніші  місця, як, наприклад, у Ле-Ман і Спа-Франкоршам.
Деякі траси, такі як Portland International Raceway, включають в себе необов'язкові шикани. У такому разі конфігурація траси для змагань на швидкісних машинах (наприклад, Індикар) включає в себе шикани, а конфігурація траси для повільних (наприклад, водіїв любительських клубів) проходить прямо, ігноруючи шикану, оскільки ці машини не здатні розвинути підвищену швидкість на довгих прямих ділянках.
Термін «шикана» також використовується в інших типах перегонів, включаючи бобслей, вказуючи на схожі зміщення у напрямку трека.
«Мобільні шикани» або «пересувні шикани» — термін, що описує водія (зазвичай аутсайдера наприкінці пелетону), що не може достатньо швидко зійти зі шляху лідерів перегону, що наздоганяють його, перебуваючи вже на наступному колі перегонів (попри те, що йому часто показують синій прапор), і таким чином, подібний водій затримує більш швидких колег і створює для них проблеми (фактично спонукаючи втрачати час, а нерідко й пов'язану з цим позицію в перегонах).

## Заспокоєння дорожнього руху

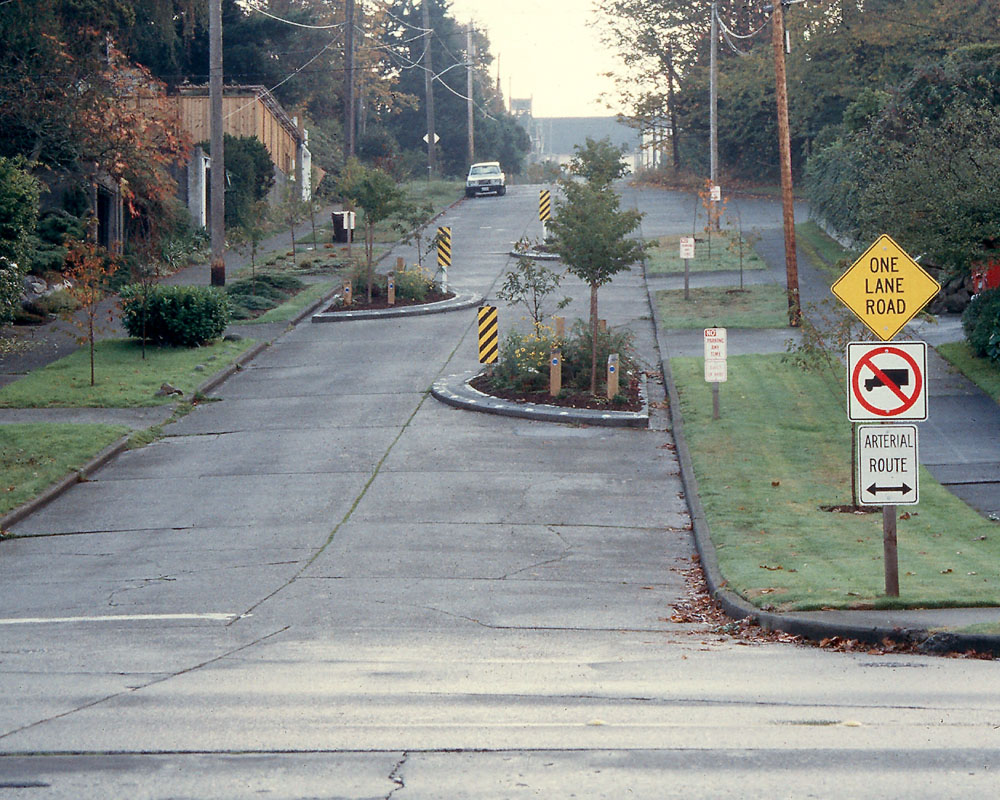
Шикана, який використовується для заспокоєння дорожнього руху.

Шикана, як один з заходів заспокоєння дорожнього руху. входить до категорії горизонтальних перешкод, що застосовуються для зниження швидкості дорожнього руху. Водії мають знизити швидкість, щоб безпечно змінити напрямок руху. Є кілька видів шикан, які загалом можна розділити на два види:
- Односмугові шикани - конструкції, що перекривають одну смугу руху повністю. Таким чином, водії мусять поступитись зустрічному руху у місці звуження.
- Двосмугові шикани - конструкції, що викривляють смуги залишаючи їх розділеними розміткою або центральним острівком.

Статистика застосування шикан показує зниження середньої швидкості руху і сили зіткнення у випадку ДТП, кількості смертей і травм під час ДТП, зниження кількості ДТП в цілому.
В Україні першу двосмугову шикану з центральним острівком здали в експлуатацію 19 липня 2017 року на регіональній дорозі Р-60 перед в'їздом до міста Лохвиця 

## Пішохідне застосування
Пішохідна шикана — різновид стаціонарної огорожі, що використовується на залізничних переїздах для сповільнення пішоходів і змушення їх оглядати обидва напрямки колій перед їх переходом. Проходячи через шикану, необхідно повернути вліво і вправо, що збільшує ймовірність побачити поїзд, що наближається. Подібне розташування іноді використовується на входах парків для перешкоджання велосипедного чи автомобільного доступу.

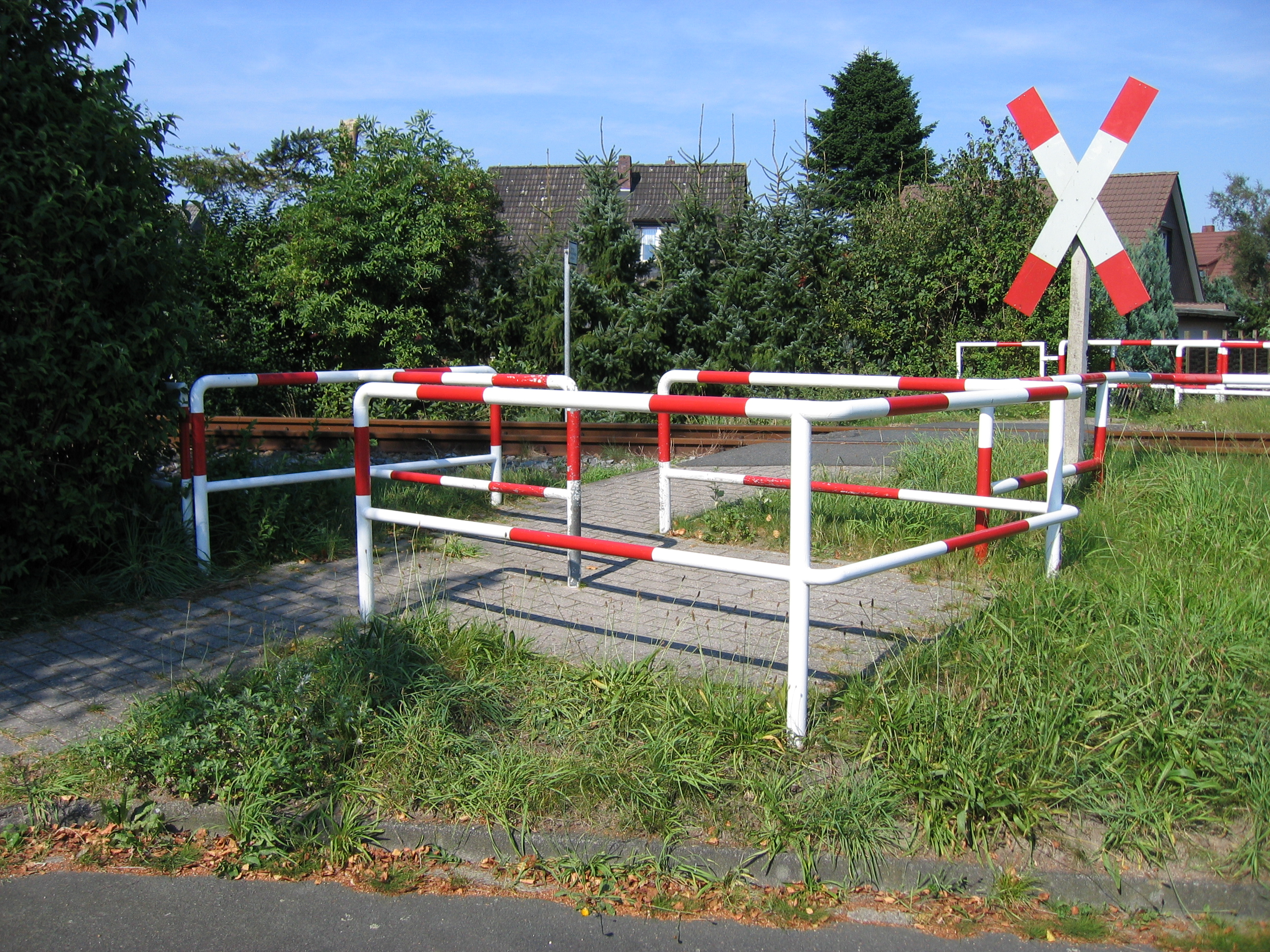
Шикана для запобігання неуважного перебігання колій пішоходами.
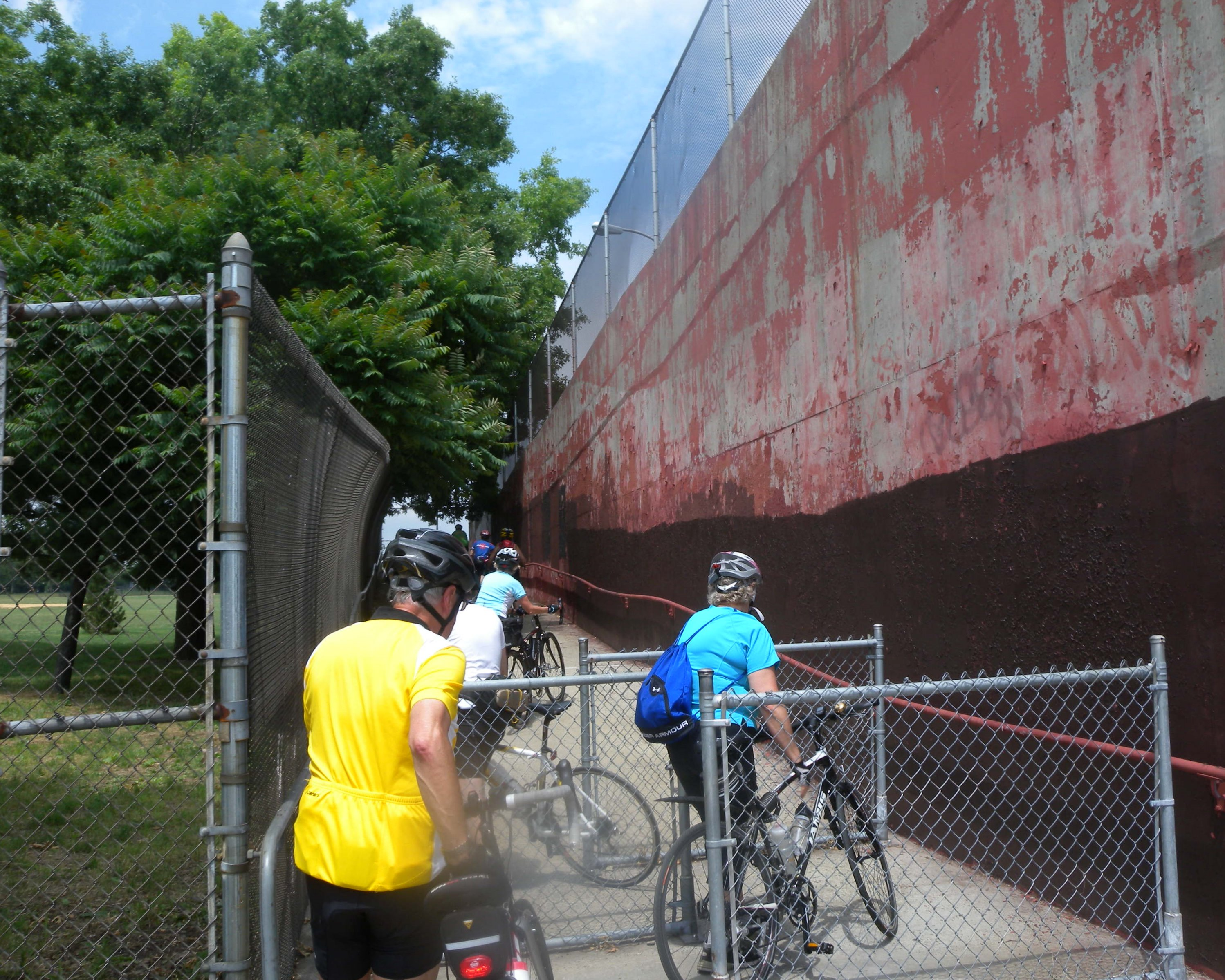
Сповільнення велосипедів.